# Bloons TD 6

Bloons TD 6 — гра Tower Defense 2018 року, розроблена та видана Ninja Kiwi . Шостий запис із серії Bloons Tower Defense, вперше випущений 13 червня 2018 року для iOS та Android.  Пізніше він був випущений для Microsoft Windows у грудні 2018 року та macOS у березні 2020 року через Steam . У лютому 2022 року Bloons TD 6+ випущено для Apple Arcade.   

## Ігровий процес
Bloons TD 6 — це гра Tower Defense, у яку грають із перспективи 2,5D, на відміну від перспективи 2D у попередніх іграх Bloons Tower Defense , і використовує 3D-комп’ютерну графіку. 
У грі гравець, який може об’єднатися з трьома іншими гравцями в кооперативному режимі  , створює захист, що складається з кількох варіантів досвідчених мавп, структур і пасток, у порядку щоб об’єкти, схожі на повітряні кулі, відомі як «Bloons» не досягли виходу.   Bloons TD 6 представляє нову категорію мавп, відомих як «герої», які підвищуються і стають сильнішими
сильніше або з часом, або через гравця, який використовує ігрову валюту для підвищення свого рівня.   Кожна мавпа виконує різну роль і може впливати на Bloons декількома способами, зокрема лопати їх, уповільнювати або збільшувати силу інших мавп.    Після знищення Bloons дають гравцеві гроші, які можна використати для придбання додаткового захисту або модернізації існуючих    — покращені мавпи отримують доступ до нових здібностей.  Ви не можете безпосередньо купити ці оновлення на початку гри, і ви також не маєте доступу до кожної мавпи. Щоб отримати їх, ви повинні виконати квести, завдання або підвищити рівень. Щоб отримати покращення для своїх мавп, ви повинні отримати для них XP, який отримується в раундах з інвестованими у вежу грошима, причому XP розподіляється між вежами.
Ви також можете використовувати реальні гроші, щоб отримати всі рівні. Bloons з'являються кількома хвилями та подорожують заздалегідь визначеним шляхом.   Набори хвиль розділені на раунди, кожен з яких складається з певної кількості Bloons, які з часом стають сильнішими та можуть мати властивості, стійкі до певних впливів,   таких як вибухи, лід або вогонь, з деякими наявність імунітету до кількох. Найбільші блони називаються блонами класу MOAB, які розроблені як дирижаблі та цепеліни, їх важче перемогти, ніж інші блони, оскільки вони мають більше здоров’я, ніж більшість інших блонів. Якщо блоон проходить через захист гравця, гравець втрачає життя, сильніші блони забирають більше життів. Якщо гравець програє все життя, гра закінчується. Якщо гравець зможе пройти всі необхідні раунди, не втративши всіх своїх життів, він переможе. Після перемоги гравець має можливість повернутися безпосередньо на головний екран або перейти в нескінченний режим Freeplay, який не завершується, доки гравець не програє. Кожен раунд грається на певній карті та може проходити на кількох рівнях складності .     Деякі карти містять перешкоди, які не дозволять мавпам стріляти в блоони перед зоною порушення (деякі з них можна видалити за певну суму готівки).
Гравець може заробити кілька внутрішньоігрових валют під час гри: «Monkey Money» винагороджується за перемоги в раундах або виконані завдання та дозволяє розблокувати додаткові функції в грі,  «Monkey Knowledge Points» надаються протягом ігрового процесу та можуть використовуватися для постійного покращення мавп за допомогою дерева навичок , а «Трофеї» — це рідкісний тип валюти, який можна отримати лише під час щотижневих подій  і використовується для розблокування косметики.  
Boss Bloons — це тип спеціальної події в грі, яка була введена в Bloons TD 5. У цих подіях гравці повинні підготуватися до Boss Bloon, дуже потужного Bloon класу MOAB із великою кількістю здоров’я. Бос з’являється першим у 40 раунді, а потім кожні 20 раундів, щоразу його здоров’я збільшується. Ці боси мають особливі здібності, як-от виклик нещодавно випущених блонів, прискорення звичайних блонів або стають несприйнятливими до певних типів мавп. Є 4 блони-боси, Блунаріус,  Ліч,  Вихор  і Дредблон. 
Парагони, створені одночасно з босами, створювалися як їх протидія. Будучи одними з найдорожчих оновлень вежі, вони поєднують кожен із 3 шляхів вежі в одне набагато потужніше оновлення. Paragons є одними з найпотужніших веж в іграх, і вони особливо перевершують проти босів завдяки посиленню шкоди проти них. Наразі є 6 Paragons, Apex Plasma Master (Мавпа-дротик), Glaive Dominus (Мавпа-бумеранг),  Ascended Shadow (Мавпа-ніндзя),  Navarch of the Seas (Мавпа-пірат),  Майстер-будівельник ( Інженер Мавпа),  Goliath Doomship (Мавпячий ас),  і Magus Perfectus (Мавпа-чарівник). 

## Історія
Bloons TD 6 вперше було анонсовано на PRLog 28 березня 2017 року, і спочатку планувалося, що він буде випущений у 2017 році  Згідно з тією ж статтею, опублікованою на PRLog, через «величезний масштаб і стратегічну глибину гри» був потрібний «великий баланс і тестовий період». 
Гра була випущена в iOS App Store і Google Play Store 14 червня 2018 року. Версія Microsoft Windows була випущена через Steam 17 грудня 2018 року.  На відміну від попередніх ігор серії, Bloons TD 6 є першою грою в серії Bloons TD, яка не має аналога Flash. 
11 лютого 2022 року Bloons TD 6 було випущено на Apple Arcade під назвою Bloons TD 6+ . 

## Рецепція
Bloons TD 6 отримав переважно позитивні відгуки критиків. Секретар Асоціації розробників ігор Нової Зеландії Стівен Найтлі високо оцінив глибину ігрового процесу Bloons TD 6, зокрема візуальну привабливість для широкої аудиторії та рівень складності для більш досвідчених гравців: «Це весело та дружньо, тому доступно, але під поверхня досить складна».  Хоча хвалили за розширену різноманітність ігрового процесу, його також критикували за відсутність можливості відтворення.  Оскільки Bloons TD 6 є платним додатком із вбудованими покупками, які можна використовувати для швидшого розблокування певних функцій у грі, деякі критики стверджують, що гра виглядає так, ніби вона працює на безкоштовній моделі .  
Гаррі Слейтер із Pocket Gamer описує основний геймплей як такий, що надто покладається на механіку старих ігор із серії, яка, на його думку, не забезпечує достатнього впливу на гравців, які хочуть грати в гру довгостроково.  З іншого боку, Денніс Зірклер з GameStar вважає, що в грі достатньо вмісту, щоб підтримувати різні стилі гри, зберігаючи при цьому різноманітність основного ігрового процесу, і говорить про наявність покупок у програмі в платній грі. є абсолютно необов’язковими для цієї гри та мало впливають на загальне задоволення від усієї гри.  Незважаючи на те, що він критикує необхідність грати в гру неодноразово, щоб отримати доступ до функцій, які можна розблокувати, він хвалить включення «CHIMPS», ігрового режиму, де більшість функцій, які можна розблокувати, обмежені, і згодом обмежує гравців зосередитися на основній концепції створення оптимальних комбінацій веж у кожен етап гри.  Натан Сноу з The Spectrum сказав, що хоча через деякий час гра повторюється, вона дотримується перевіреної концепції серії Bloons. 
Мультиплікаційні візуальні ефекти, використані в грі, отримали високу оцінку за їх привабливість для ширшої аудиторії  , зокрема через поєднання зручності гри та складності.  Критики відзначили використання характеристик веж  і довготривалий успіх попередніх ігор Bloons TD  як фактори успіху Bloons TD 6 . Було враховано складність гри та ігрову механіку, що супроводжується грою;  PCGamesN описує складність Bloons TD 6, яка має «цілковито нову площину залежності», коли справа доходить до інтеграції виділеного фокусу взаємодії персонажів-мавп із основним ігровим процесом, тоді як інші критики стверджують, що реалізація таких функцій може виглядають надто дитячими  або іншим чином роблять гру занадто загальною   або залежною від мікротранзакцій. 
Бізнес-модель для Bloons TD 6 отримала неоднозначні відгуки. Саймон Хілл із Wired вважає, що бізнес-модель гри враховує як ринок преміум-класу, так і ринок безкоштовних продуктів: «Це преміальна гра, яка повністю виправдовує ціну входу, але вона також пропонує широкий спектр мікротранзакцій, включаючи звичайні косметичні оновлення, покращення ігрового процесу та необмежений доступ до спеціальних подій».  Він також хвалить баланс між відтворюваністю та складністю, головним чином через поглиблений прогрес і розвиток стратегії в контексті Tower Defense. Подальшу увагу було звернено на звичайний ринок мобільних пристроїв, який, як правило, покладається на модель freemium як основне джерело доходу, і вказало, що в Bloons TD 6 відсутня стороння реклама, але використання додаткових покупок у програмі в грі відрізняється.  Інші більш критично та негативно ставляться до бізнес-моделі Bloons TD 6 . Один критик із MetaCritic стверджує, що в грі є величезна кількість контенту, якому бракує достатньої відтворюваності, і використовується сумнівне поєднання маркетингових стилів преміум-класу та фріміуму. 

### Продажі
Bloons TD 6 стала найбільш продаваною програмою протягом першого тижня після випуску.  За словами Кетрін Гарріс із Stuff.co.nz,  гра Bloons TD 6 стабільно займає лідируючі позиції серед платних програм, що продаються у світі,   включаючи «найпопулярнішу платну програму у світі» у 2018 році.  Вона стверджує, що успіх цієї гри серед інших програм Ninja Kiwi допоміг сформувати успіх ігрової індустрії Нової Зеландії.  Дастін Бейлі з PCGamesN відзначив зростання популярності Steam-версії Bloons TD 6 і більшу появу гри на Twitch.  Він пояснив подальший успіх гри як зниженою ціною в 1 долар США на версію Steam, так і ностальгічним фактором для гравців, які раніше грали в старіші флеш-ігри серії Bloons TD .  
Котаку зазначив, що дохід ігрової індустрії Нової Зеландії перевищив доходи ігрової індустрії Австралії в 2019 році, причому одним із основних джерел є Bloons TD 6, іншими є Path of Exile від Grinding Gear Games і Valleys Between від Little Lost Fox. 

### Спадщина
Гра регулярно отримує оновлення, які включають постійні зміни балансу та додатковий контент.    Бен «RidiculousHat» Гудман із PC Gamer хвалить безперервний розвиток Bloons TD 6, який регулярно вдосконалює баланс у грі за допомогою оновлень, щоб сприяти різноманітності ігрового процесу. 
Успіх франшизи Bloons TD був високо оцінений цифровою інвестиційною компанією Modern Times Group, особливо звернувши увагу на постійну роботу Ninja Kiwi над «піонером» жанру Tower Defense в економічно вигідному, але якісному форматі. 